# Cédric Paquette
Cédric Paquette (né le 13 août 1993 à Gaspé, dans la province de Québec, au Canada) est un joueur professionnel canadien de hockey sur glace.

## Biographie

### Carrière mineure
Paquette fait ses débuts en jouant avec les Albatros du Collège Notre-Dame en 2008-2009. Il y passe deux saisons avant d'être choisi lors du repêchage de la Ligue de hockey junior majeur du Québec en 2010. Il est alors sélectionné par les Juniors de Montréal au sixième tour, le 98e joueur de la séance. Il joue encore la saison suivante avec les Albatros en tant qu'assistant-capitaine de l'équipe. 

### Carrière junior
À la fin de la saison régulière 2010-2011, il joue quatre rencontres dans la LHJMQ avec son équipe junior. La saison suivante, son équipe devient l'Armada de Blainville-Boisbriand et il passe toute la saison dans la LHJMQ. Avec 48 points, il est un des meilleurs pointeurs de sa formation qui finit première de la division Telus mais perd au deuxième tour des séries éliminatoires. Paquette est sélectionné par Lightning de Tampa Bay lors du repêchage d'entrée dans la Ligue nationale de hockey au quatrième tour, 101e rang au total.
Il augmente sa production offensive en 2012-2013 avec 83 points, le plus haut total de son équipe qui finit une nouvelle fois première de sa division. Les joueurs de l'Armada passent les deux premiers tours, mais chutent en demi-finale contre le Drakkar de Baie-Comeau. 
À la suite de l'élimination de son équipe, il joue ses premiers matchs dans la Ligue américaine de hockey avec le Crunch de Syracuse lors des séries de la Coupe Calder.

### Carrière professionnelle

#### Lightning de Tampa Bay
Il participe en septembre 2013 au camp d'entraînement du Lightning et est affecté pour la saison 2013-2014 à la LAH. Il joue deux rencontres à la fin de la saison régulière dans la LNH puis participe aux séries de la Coupe Stanley avec la formation de Tampa Bay. Il réalise deux passes décisives, mais ne peut pas empêcher son équipe de perdre en quatre matchs secs contre les Canadiens de Montréal dès le premier tour des séries.
Il remporte la Coupe Stanley 2020 avec Tampa Bay.

#### Sénateurs d'Ottawa et Hurricanes de la Caroline
Le 27 décembre 2020, il est échangé aux Sénateurs d'Ottawa avec Braydon Coburn et un choix de 2e tour en 2022 contre de Marian Gaborik et Anders Nilsson,.
Le 13 février 2021, après un court séjour à Ottawa, il est échangé avec Alex Galchenyuk aux Hurricanes de la Caroline en retour de Ryan Dzingel.

#### Canadiens de Montréal
Le 28 juillet 2021, il signe un contrat d'un an et d'une valeur de 950 000 $ avec les Canadiens de Montréal.

#### Expérience en KHL
Le 16 août 2022, il signe au HK Dinamo Minsk en KHL. Le Dinamo Minsk finit à la 8ème place de la conférence Ouest et sera éliminé par le SKA Saint-Pétersbourg en 6 matchs au premier tour des séries.
Le 2 mai 2023, il signe un contrat de deux ans avec le Dinamo Moscou.

## Statistiques
| Saison     | Équipe                            | Ligue      |     | Saison régulière | Saison régulière | Saison régulière | Saison régulière | Saison régulière |   | Séries éliminatoires | Séries éliminatoires | Séries éliminatoires | Séries éliminatoires | Séries éliminatoires |
| Saison     | Équipe                            | Ligue      | PJ  | B                | A                | Pts              | Pun              | PJ               | B | A                    | Pts                  | Pun                  |                      |                      |
| 2008-2009  | Albatros du Collège Notre-Dame    | QAAA       | 45  | 12               | 6                | 18               | 34               | 4                | 0 | 0                    | 0                    | 4                    |                      |                      |
| 2009-2010  | Albatros du Collège Notre-Dame    | QAAA       | 32  | 10               | 18               | 28               | 83               | 8                | 5 | 2                    | 7                    | 24                   |                      |                      |
| 2010-2011  | Albatros du Collège Notre-Dame    | QAAA       | 34  | 28               | 27               | 55               | 102              | 17               | 5 | 11                   | 16                   | 36                   |                      |                      |
| 2010-2011  | Club de hockey junior de Montréal | LHJMQ      | 4   | 0                | 0                | 0                | 2                | -                | - | -                    | -                    | -                    |                      |                      |
| 2011-2012  | Armada de Blainville-Boisbriand   | LHJMQ      | 63  | 31               | 17               | 48               | 88               | 11               | 7 | 10                   | 17                   | 22                   |                      |                      |
| 2012-2013  | Armada de Blainville-Boisbriand   | LHJMQ      | 63  | 27               | 56               | 83               | 103              | 15               | 7 | 5                    | 12                   | 33                   |                      |                      |
| 2012-2013  | Crunch de Syracuse                | LAH        | -   | -                | -                | -                | -                | 3                | 0 | 0                    | 0                    | 0                    |                      |                      |
| 2013-2014  | Crunch de Syracuse                | LAH        | 70  | 20               | 25               | 45               | 153              | -                | - | -                    | -                    | -                    |                      |                      |
| 2013-2014  | Lightning de Tampa Bay            | LNH        | 2   | 0                | 1                | 1                | 0                | 4                | 0 | 2                    | 2                    | 16                   |                      |                      |
| 2014-2015  | Crunch de Syracuse                | LAH        | 5   | 4                | 3                | 7                | 8                | -                | - | -                    | -                    | -                    |                      |                      |
| 2014-2015  | Lightning de Tampa Bay            | LNH        | 64  | 12               | 7                | 19               | 51               | 24               | 3 | 0                    | 3                    | 28                   |                      |                      |
| 2015-2016  | Lightning de Tampa Bay            | LNH        | 56  | 6                | 5                | 11               | 51               | 17               | 0 | 1                    | 1                    | 24                   |                      |                      |
| 2016-2017  | Lightning de Tampa Bay            | LNH        | 58  | 4                | 6                | 10               | 80               | -                | - | -                    | -                    | -                    |                      |                      |
| 2017-2018  | Lightning de Tampa Bay            | LNH        | 56  | 5                | 4                | 9                | 41               | 17               | 1 | 1                    | 2                    | 37                   |                      |                      |
| 2018-2019  | Lightning de Tampa Bay            | LNH        | 80  | 13               | 4                | 17               | 80               | 4                | 1 | 0                    | 1                    | 0                    |                      |                      |
| 2019-2020  | Lightning de Tampa Bay            | LNH        | 61  | 7                | 11               | 18               | 42               | 25               | 0 | 3                    | 3                    | 16                   |                      |                      |
| 2020-2021  | Sénateurs d'Ottawa                | LNH        | 9   | 1                | 0                | 1                | 4                | -                | - | -                    | -                    | -                    |                      |                      |
| 2020-2021  | Hurricanes de la Caroline         | LNH        | 38  | 3                | 4                | 7                | 17               | 4                | 0 | 1                    | 1                    | 2                    |                      |                      |
| 2021-2022  | Canadiens de Montréal             | LNH        | 24  | 0                | 2                | 2                | 25               | -                | - | -                    | -                    | -                    |                      |                      |
| 2021-2022  | Rocket de Laval                   | LAH        | 14  | 9                | 1                | 10               | 28               | 14               | 4 | 3                    | 7                    | 12                   |                      |                      |
| 2022-2023  | HK Dinamo Minsk                   | KHL        | 57  | 14               | 13               | 27               | 56               | 5                | 2 | 0                    | 2                    | 33                   |                      |                      |
| 2023-2024  | HK Dinamo Moscou                  | KHL        | 57  | 22               | 13               | 35               | 28               | 8                | 4 | 3                    | 7                    | 8                    |                      |                      |
| Totaux LNH | Totaux LNH                        | Totaux LNH | 448 | 51               | 44               | 95               | 391              | 95               | 5 | 8                    | 13                   | 123                  |                      |                      |

## Trophées et honneurs personnels

### Ligue nationale de hockey
- 2019-2020 : vainqueur de la Coupe Stanley avec le Lightning de Tampa Bay